# Mi
Mi (grčki srednji rod: Μι; veliko slovo Μ; malo slovo µ) dvanaesto je slovo grčkog alfabeta i ima brojčanu vrijednost 40. Izgovara se /m/.
Osim upotrebe u grčkom, simbol se upotrebljava kao:
- kratica za prefiks mikro- (10–6) u Međunarodnom sustavu mjernih jedinica (SI)
- oznaka za mion, elementarnu česticu u fizici
- oznaka reducirane mase u problemu dvaju tijela
- različiti koefcijenti u fizici (trenja, viskoznosti...)
- oznaka permeabilnosti u elektromagnetizmu
- znak Möbiusove funkcije u teoriji brojeva.

Slovo mem iz feničkog pisma izvor je grčkoga slova mi:
| Proto-semitsko M  | Feničko mem | Grčko mi |
| Proto- semitsko M | Feničko mem | Grčko mi |

Standardi Unicode i HTML ovako predstavljaju slovo grčko slovo mi:
|                | Unikod | Unikod                  | HTML     | HTML | izgled ovisi o pregledniku | poveznice (engl.)                |
| k. točka       | naziv  | kod                     | entitet  |      | izgled ovisi o pregledniku | poveznice (engl.)                |
| -------------- | ------ | ----------------------- | -------- | ---- | -------------------------- | -------------------------------- |
| Veliko slovo M | U+039C | GREEK CAPITAL LETTER MU | &#x039C; | &Mu; | Μ                          | detaljni podaci test preglednika |
| Malo slovo μ   | U+03BC | GREEK SMALL LETTER MU   | &#x03BC; | &mu; | μ                          | detaljni podaci test preglednika |